# Distrito de Aki (Hiroshima)
El distrito de Aki (安芸郡 Aki-gun?) es un distrito localizado en la prefectura de Hiroshima, Japón. Según el censo de 2020, tiene una población de 116 207 habitantes. Su área total es de 73,65 km².

## Localidades
- Fuchū
- Kaita
- Kumano
- Saka